# تپه تازه‌آباد امین
تپه تازه آباد امین مربوط به دوره اشکانیان است و در شهرستان ثلاث باباجانی، بخش مرکزی، روستای تازه آباد امین واقع شده و این اثر در تاریخ ۴ خرداد ۱۳۸۴ با شمارهٔ ثبت ۱۱۷۹۷ به‌عنوان یکی از آثار ملی ایران به ثبت رسیده است.